# Canal de cálcio dependente de voltagem
Canais de cálcio dependentes de voltagem são um grupo de canais iónicos dependentes de voltagem encontrados em células excitáveis (músculo, células da glia, neurónios, etc.) com permeabilidade para o ion Ca2+. Em potencial de membrana em repouso, estes canais estão normalmente fechados. São activados com membrana despolarizada. A activação de canais de cálcio dependentes de voltagem particulares permite que o cálcio entre na célula, o que dependendo do tipo de célula, resulta em contração muscular, excitação de neurónios, regulação da expressão genética, ou a libertação de hormonas ou neurotransmissores.

## Estrutura
Os canais de cálcio dependentes de voltagem são formados como um complexo de diferentes subunidades: α1, α2δ, β1-4 e γ. A subunidade α1 forma o poro condutor de iões enquanto que as subunidades associadas possuem diversas funções incluindo a modulação da abertura do canal.